# Economische gevolgen van migratie
De economische gevolgen van migratie zijn alle economische gevolgen voor zowel het land waar een individu zich vestigt, als voor het land waar hij of zij vandaan komt, als de gevolgen voor de migrant zelf.

## Samenvatting
Onderzoek wijst uit dat het opheffen van migratiebarrières een aanzienlijk effect kan hebben op het wereldwijde bruto binnenlands product (bbp). Schattingen suggereren dat dit zou kunnen leiden tot een toename van het mondiale bbp variërend tussen de 67% en 147,3%. Zo zou volgens het Centre for Global Development zou het openen van alle grenzen 78 biljoen dollar kunnen toevoegen aan het wereld-BBP.
Uit economische studies over internationale migratie blijkt doorgaans dat de effecten van immigratie op de inheemse bevolking positief, maar laag zijn. Studies zijn gemengd over het effect van migratie op laagopgeleide inheemse bevolkingsgroepen; de effecten op deze populaties zijn klein, zowel positief als negatief.
Een studie gepubliceerd door David Card, Christian Dustmann en Ian Preston (2012), geeft aan dat "De meeste bestaande onderzoeken naar de economische gevolgen van immigratie suggereren dat deze gevolgen klein zijn en dat ze gemiddeld positief zijn voor de autochtone bevolking". Örn Bodvarsson en Hendrik Van den Berg geven in hun boek The Economics of Immigration: theory and policy (2013) een overzicht van wetenschappelijke artikelen over het verband tussen immigratie en levensstandaard, en concluderen "een vergelijking van het bewijs uit verschillende onderzoeken [...] maakt duidelijk dat er, op enkele zeldzame uitzonderingen na, geen sterk statistisch bewijs bestaat dat de algemene opvatting ondersteunt dat immigratie een negatief effect heeft op werknemers uit het land waar de migrant toekomt".
De consensus onder Europese economen is dat het vrije verkeer van werknemers binnen Europa de levensstandaard van de gemiddelde Europeaan verbetert, maar ook van de lager opgeleide Europeaan. Er is een consensus onder Amerikaanse economen dat immigratie van geschoolde mensen leidt tot een stijging van de levensstandaard van de inheemse bevolking. Er bestaat ook consensus dat ongeschoolde immigratie de levensstandaard van autochtonen over het algemeen verbetert, maar een negatief effect heeft op laagopgeleide autochtonen, als er geen compensatie aan die groep wordt gegeven. Het gaat hierbij om de 10 procent van de bevolking die het minst verdient. Deze negatieve effecten voor lageropgeleiden zijn er vooral op de korte termijn, maar niet op lange termijn.

## Effecten op de economische groei
Een studie uit 2016 schat dat immigratiebeperkingen in de jaren 1924 in de Verenigde Staten het economische groeipotentieel van het land hebben verminderd. Door de regularisatie van werknemers zonder papieren in Frankrijk in 1981 door François Mitterrand nam het Frans bbp met 1% toe.
Studies hebben het effect op de groei onderzocht van het wegnemen van wereldwijde immigratiebarrières. Dit zou een aanzienlijk positief effect hebben op het mondiale bbp, met winsten variërend van +67% tot +147,3% van het mondiale bbp.     

## Effecten op de overheidsfinanciën
Uit een overzicht van de wetenschappelijke literatuur uit 2011 blijkt dat de meeste onderzoeken over dit onderwerp gemiddeld genomen een positief of klein netto-effect op de overheidsfinanciën laten zien. De omvang van het effect varieert tussen onderzoeken. De auteurs schrijven dat het netto-effect van de immigrant afhangt van verschillende factoren, zoals hun leeftijd bij aankomst in het land, hun opleidingsniveau, de reden voor hun migratie, enzovoort.
Uit een onderzoek van de Paris School of Economics (2018) blijkt dat tussen 1980 en 2015 "internationale migratie een positief effect heeft gehad op de economische en begrotingsprestaties van de OESO-landen".
In de Verenigde Staten schat een literatuuronderzoek door het Congressional Budget Office uit 2007 dat "In de afgelopen twintig jaar zijn de meeste pogingen om het effect van immigratie naar de Verenigde Staten op de overheidsfinanciën in te schatten tot de conclusie gekomen zijn dat, in totaal en op de lange termijn, de belastinginkomsten die verband houden met belastingen gegenereerd door alle soorten immigranten (legaal en illegaal) hoger zijn dan de kosten van de openbare diensten waarvan zij gebruik maken".
Een onderzoek uit 2018 naar vluchtelingen die zich tussen 1985 en 2015 in Europa vestigden, toont een positief effect op de overheidsfinanciën.  Immigranten uit de EU hebben een netto positieve bijdrage geleverd aan de overheidsfinanciën in Denemarken en het Verenigd Koninkrijk. 
Uit een onderzoek uit 2017 blijkt dat toen in Groot-Brittannië gevestigde Roemeense en Bulgaarse immigranten de legale mogelijkheid kregen om aanvullende sociale uitkeringen van het land te verkrijgen, slechts weinigen daar een aanvraag voor indienden, wat geen noemenswaardige stijging van de overheidsuitgaven tot gevolg had.

## Effecten op sociale ongelijkheden
Sommige onderzoeken brengen de immigratie van laagopgeleide individuen in verband met een grotere toename van de loonongelijkheid onder de autochtone bevolking. Immigratie is echter verantwoordelijk voor slechts een klein deel van de toename van de loonongelijkheid in ontwikkelde landen. Bijvoorbeeld volgens een veel geciteerde Amerikaanse studie was immigratie slechts verantwoordelijk voor 5% van de toename van de loonongelijkheid in de VS tussen 1980 en 2000.

## Effecten op de werkgelegenheid

### Effect op de verdeling van arbeid
Uit onderzoek naar banen van immigranten blijkt vaak dat immigranten en autochtonen niet dezelfde banen hebben. Immigranten worden vaak gerekruteerd voor risicovollere banen. Dit is gedeeltelijk te wijten aan de kenmerken van immigranten, waaronder een lager niveau van beheersing van de lokale taal, en ook lagere kwalificatieniveaus.
Sommige onderzoeken tonen aan dat de komst van immigranten op de arbeidsmarkt de neiging heeft autochtonen uit laaggeschoolde banen te verdrijven, waardoor de autochtonen beterbetaalde banen kunnen krijgen. 
Volgens migratieonderzoeker Hein de Haas worden de zogenaamde 'migrantenbanen' – vaak fysiek zwaar, onderbetaald en met lage sociale status – vaak niet aantrekkelijk gevonden door de lokale bevolking, zelfs bij hoge werkloosheid. Het idee dat immigranten banen ‘stelen’ is daarom misleidend; zij vervullen eerder een noodzakelijke rol op de arbeidsmarkt door openstaande vacatures in te vullen die anders onbezet zouden blijven. 
Verder is een veel voorkomende misvatting de 'lump of labour fallacy' of de veronderstelling dat er een vast aantal banen in een economie is. In werkelijkheid groeit de economie echter mee met de bevolking, ook door immigratie. Immigranten vergroten bovendien de vraag naar goederen en diensten, wat meer werkgelegenheid creëert. Dit 'multiplier effect' leidt tot een toename van de totale economie en het aantal banen.

### Effect op productiviteit en lonen
Studies hebben het effect van immigratie op de productiviteit geschat.     Uit onderzoek blijkt dat immigratie tijdens de Grote Migratieperiode in de Verenigde Staten (1850 tot 1920) op korte termijn heeft bijgedragen aan hogere lonen, productiviteit, innovatie en industrialisatie; en op de lange termijn heeft bijgedragen een stijging van het inkomen, een vermindering van de armoede en de werkloosheid, een toename van de verstedelijking en toename van het niveau van de Amerikaanse kwalificaties.
Uit een onderzoek uit 2019 onder buitenlandse werknemers met een bachelordiploma in wetenschap en technologie blijkt dat deze werknemers de autochtonen niet hebben vervangen, maar een positief effect hebben gehad op de lonen van de autochtonen. Uit een onderzoek uit 2021 blijkt ook dat hoogopgeleide immigranten in Zwitserland de lonen van hoogopgeleide Zwitserse autochtonen verhogen.
Sommige studies hebben gesuggereerd dat immigratie enkele van de negatieve effecten van robotisering op de werkgelegenheid van autochtonen kan tegengaan.  Concurrentie van immigranten in een beroep heeft de neiging de lonen van andere autochtonen te verhogen.
Uit een onderzoek uit 2019 blijkt dat immigratiebeperkingen die in de jaren twintig in de Verenigde Staten werden ingevoerd een negatief effect hadden op de inkomens van Amerikaanse werknemers.
Uit een onderzoek in Science (2017) blijkt dat de toestroom van computerwetenschappers van buitenlandse afkomst in Amerika in de jaren negentig de consument ten goede kwam, omdat het de prijzen verlaagde en producten efficiënter maakte. Dit zou het inkomen van de werknemers met tussen de 0,2 en 0,3% hebben verhoogd, maar verlaagde de salarissen van Amerikaanse computerwetenschappers tussen de 2,6 en 5,1%.

### Effect op offshoring
Uit een onderzoek uit 2019 blijkt dat immigratie leidt tot een vermindering van het aantal delokalisaties (verplaatsingen van bedrijven naar het buitenland).

## Effecten op innovatie en ondernemerschap

### Effecten van immigratie in het algemeen
Veel academische studies vinden een positief verband tussen immigratie en innovatie.  Uit een onderzoek van Akcigit Ufuk, Grigsby John en Nicholas Tom (2017) blijkt dat de gebieden met de hoogste aantallen immigranten in de Verenigde Staten de gebieden zijn met de meeste innovatie, waarbij innovatie wordt gemeten aan de hand van het aantal patentaanvragen en academische citaten. Immigranten creëren vaker bedrijven dan autochtonen (Sari Pekkala Kerr en William R. Kerr, 2016).
Bedrijven die eigendom zijn van immigranten kennen een hoger innovatiepercentage dan bedrijven die zijn opgericht door in Amerika geboren ondernemers. Zo merkt de National Foundation for American Policy in een Policy Brief (2016) op dat "Immigranten hebben meer dan de helft (44 van de 87) van de Amerikaanse startups hebben opgericht met een waarde van meer dan $1 miljard, en dat belangrijke leden van management- of productontwikkelingsteams in van deze bedrijven voor 70% uit immigranten bestaan (62 van de 87)". 
Massale immigratie kan ook innovatie en groei stimuleren. Dit is het onderwerp geweest van historiografische en economische studies in het geval van de immigratie van de Franse Hughesnots naar Pruisen, of zelfs in het geval van de Joodse en Boheemse immigratie naar Berlijn in de 19e eeuw. In het Amerikaanse geval is ook een verband aangetoond tussen Joodse immigratie en innovatie, en tussen de Europese immigratie naar Argentinië en de groei tussen 1850 en 1914.  Oost-Duitse immigratie naar West-Duitsland, of de migraties van Polen naar Duitsland nadat Polen lid werd van de Europese Unie zijn ook voorbeelden.

### Effecten van geschoolde immigratie
De aanwezigheid van immigranten die een universitair diploma behalen, houdt ook verband met een toename van innovatie. Een onderzoek van Jennifer Hunt en Marjolaine Gauthier-Loiselle (2010) concludeert dat in de Verenigde Staten "een stijging van één procentpunt van het aantal immigranten met een bachelordiploma in de bevolking het aantal patenten per hoofd van de bevolking tussen de 9 en 18 procent verhoogt".
De komst van arbeidsmigranten vergroot doorgaans het menselijk kapitaal van de landen die deze werknemers ontvangen.     De braindrain speelt dus een belangrijke rol voor landen die erin slagen deze aan te trekken. Doctoraatsstudenten van buitenlandse afkomst zijn een belangrijke bron van groei voor de Verenigde Staten. In de VS vertegenwoordigen gastarbeiders een onevenredig groot deel van de beroepen op wetenschappelijk, technologisch, technisch en wiskundig gebied. Zoals uit een onderzoek van het National Bureau of Economic Research (2016) blijkt dat: "in 2013 arbeidsmigranten 19,2% van de werknemers met een bachelordiploma in de wetenschap, technologie, techniek en wiskunde vertegenwoordigden, 40,7% van degenen met een masterdiploma, en meer dan de helft – 54,5% – van degenen met een doctoraat".

## Effecten van immigratie van vluchtelingen
Er is een consensus onder economen dat er een positief economische effect is voor landen die  vluchtelingen verwelkomen. Uit een vragenlijst die in 2017 naar economen is gestuurd, blijkt dat 34% zijn van de economen van mening is dat de binnenkomst van vluchtelingen in Duitsland sinds de zomer van 2015 uiteindelijk een positief economisch effect zal hebben op de Duitse burgers in het decennium erna, 38% was onzeker, en 6% was het oneens.
Economisch onderzoek naar het effect van de binnenkomst van vluchtelingen in een land op de levensstandaard van de inwoners levert echter geen eenduidige resultaten op. Sommige laten positieve resultaten zien, andere negatieve; sommige vinden ten slotte geen waarneembaar effect.. Econoom Michael Clemens schrijft hierover dat economische onderzoeken naar de toestroom van migranten en vluchtelingen uiteenlopende resultaten hebben opgeleverd, die vaak wijzen op een beperkt en soms positief effect.
Een onderzoek in Duitsland concludeerde dat vluchtelingen als gevolg van hun integratie de eerste zes jaar negatieve effecten hebben op de economie (meer kosten dan ze opbrengen), maar daarna positieve effecten hebben op de economie (meer opbrengen dan ze kosten).

## Effecten van illegale immigratie

### Algemeen effect
Onderzoek naar illegale (of clandestiene) immigratie is gefragmenteerd vanwege de moeilijkheid om gegevens te verzamelen. Studies wijzen doorgaans op een vrij positief effect voor de lokale bevolking, , maar ook op de overheidsfinanciën. 

### Effecten van legalisering van de status van illegale immigranten
Studies hebben geprobeerd de economische voordelen te schatten van de legalisering van de status van illegale immigranten. In de Verenigde Staten concluderen deze studies dat er in 2013 een positief effect zou zijn, omdat legalisering het inkomen van deze immigranten met een kwart zou verhogen, wat een stijging van het Amerikaanse bbp met 1,4 biljoen dollar in tien jaar betekent. Een onderzoek uit 2016 schat dat het legaliseren van de status van illegale immigranten "hun economische bijdrage [...] met ongeveer 20% zou verhogen, ter waarde van 3,6% van het bbp van de particuliere sector".
Een NBER-studie uit 2018 schat dat illegale immigranten hogere winsten per werknemer genereren voor Amerikaanse bedrijven, en dus: "het beperken van hun toegang tot de arbeidsmarkt heeft een negatief effect op het scheppen van banen, en dus op zijn beurt op de werkgelegenheid van autochtonen".
In Spanje verhoogde de legalisering van illegale immigranten het inkomen per immigrant met € 4.189 per jaar. Na de legalisatie verslechterde de werkgelegenheid van sommige laagopgeleide autochtonen echter. De werkgelegenheid voor autochtone hoogopgleiden nam toe.

### Effecten van de strijd tegen illegale immigratie
Een studie uit 2015 schat dat "een toename in het uitzettingspercentage van immigranten en een verscherping van de grenscontroles de laaggeschoolde arbeidsmarkt verzwakt en de werkloosheid onder laaggeschoolde autochtonen verhoogt"; omgekeerd verlaagt het legaliseren van de status van deze immigranten de werkloosheid onder laaggeschoolde autochtonen en verhoogt het het inkomen per hoofd van de bevolking.
Uit een onderzoek uit 2017 blijkt dat een grotere controle op illegale immigranten de kans vergroot dat hun kinderen, geboren op Amerikaans grondgebied, in armoede zullen leven.
Een studie schat dat illegale immigranten in 2021 een positief effect hebben op de werkgelegenheid en de lonen van autochtonen.
In 2018 werd in een onderzoek geen effect gevonden van de arrestatie van illegale immigranten in de Verenigde Staten op het werkgelegenheidsniveau van autochtonen.. Uit een Amerikaans onderzoek uit 2020 blijkt dat de arrestatie van illegale immigranten in het land heeft geleid tot een daling van de productie in de Amerikaanse zuivelindustrie; ook dat bedrijven in de Amerikaanse zuivelindustrie reageren op een toename van het aantal arrestaties van illegale immigranten door hun werk te automatiseren.

## Effecten op emigratielanden
Economisch onderzoek neigt ertoe te concluderen dat immigratie ook gunstig is voor emigratielanden.  Uit een onderzoek van di Giovanni, Levchenko en Ortega (2015) blijkt dat er een positief effect is op zowel de levensstandaard van het gastland als het uitzendende land : "Het effect van immigratie op de levensstandaard is aanzienlijk, ongeveer 5 tot 10% voor landen die immigranten ontvangen, en 10% voor landen die geldovermakingen ontvangen van immigranten".

## Effecten op de levensstandaard van immigranten

### Op mondiaal niveau
In een onderzoek uit 2005 schatten Walmsley en Winters dat zelfs een kleine vermindering van de belemmeringen voor de arbeidsmobiliteit tussen arme en rijke landen een groter effect zou hebben op het terugdringen van de mondiale armoede dan het terugdringen van het aantal protectionistische maatregelen of het verder liberaliseren van de handel.  In een studie uit 2019 in de Journal of Development Economics schrijven Clemens en Pritchett dat immigratie van werknemers van locaties met een lage productiviteit naar locaties met een hoge productiviteit "verreweg het meest effectieve overheidsbeleid lijkt te zijn om armoede te verminderen".
Branko Milanović ondersteunt deze stelling door te stellen dat het land van verblijf de belangrijkste determinant is van wereldwijde inkomensongelijkheid, wat suggereert dat het verminderen van belemmeringen voor arbeidsmobiliteit de inkomensongelijkheid zou verminderen. 

### Op nationaal niveau
Sommige onderzoeken hebben geprobeerd het effect vast te stellen van immigratie op het salaris of de levensstandaard van mensen die zijn geëmigreerd.
Uit een onderzoek uitgevoerd door Clemens, Montenegro en Pritchett in 2019 blijkt dat immigratie naar de Verenigde Staten vanuit 42 arme landen een stijging van het inkomensniveau van de immigrant mogelijk maakt. De stijging is een vermenigvuldiging met 16,4 in het meest extreme geval (immigratie uit Jemen) en met 1,7 in het geval van Marokko  Dit bevestigt een onderzoek uit 2017 over de Mexicaanse immigratie naar de Verenigde Staten, waarin werd geschat dat het inkomen van immigrantenhuishoudens binnen korte tijd na aankomst vervijfvoudigde. De winst voor immigranten is dus groter dan mogelijk zou zijn geweest in het kader van programma's voor economische ontwikkeling.
Uit onderzoek onder Tongaanse immigranten die de visumloterij voor Nieuw-Zeeland hebben gewonnen, blijkt dat het inkomen voor immigranten met 263% is gestegen na één jaar in het nieuwe land, vergeleken met Tonganen die in hun land bleven. Een langeretermijnstudie over deze zaak levert vergelijkbare resultaten op: degenen die de loterij hebben gewonnen en zich in Nieuw-Zeeland hebben gevestigd "blijven bijna 300% meer verdienen dan degenen die niet immigreerden. Ze hebben een betere geestelijke gezondheid, leven in huishoudens met 250% hogere uitgaven en bezitten meer voertuigen". Gedurende hun leven worden de inkomsten van de immigranten geschat op 315.000 Nieuw-Zeelandse dollars.

## Effecten op internationale export
Economisch onderzoek toont een positief effect van immigratie op de export aan.     In 2018 laten Dany Bahar en Hillel Rapoport zien dat "een toename van 10% van het aantal immigranten uit landen die goederen exporteren, gepaard gaat met een toename van 2% in de kans dat het gastland deze goederen in het volgende decennium zal gaan exporteren (terwijl het deze goederen niet eerder produceerde)".
Onderzoek heeft een positief effect van immigratie aangetoond op de financiële stromen tussen emigratie- en immigratielanden. 